# Бородовидный топор
Бородовидный топор, Бородатый топор — вид боевого и бытового топора. 
Он отличается расширением вниз передней части полотна с лезвием, в результате чего в другой части образовывалась выемка.
Эти топоры появились, скорее всего, в Северной Европе, где известны ещё с VII—VIII веков. Термин произошёл от его названия норв. Skeggøx — состоящего из слов skegg (борода) и øx (топор), у немцев Бартахт (Bartaxt), дословно Борода Топор. Кроме оттянутого вниз лезвия, их отличала прямая верхняя грань. Вскоре они попали в Центральную, а затем и в Восточную Европу, где получили широкое распространение. Они вместе с тем претерпевали различные модификации, что привело к появлению новых типов топоров.
Лезвие бородовидных топоров было перпендикулярно верхней грани и понемногу скруглялось к низу, что, помимо рубящих, давало топору некоторые режущие свойства. Кроме этого, такая конструкция позволяла брать топор под обух, так что лезвие прикрывало руку — это было удобно в некоторых случаях. И, конечно, выемка уменьшала вес топора. Все эти преимущества сделали бородовидные топоры популярными в Европе, где они применялись и как бытовые инструменты, и как оружие.

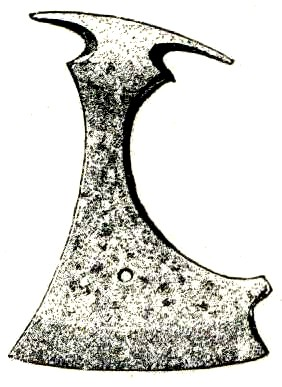
Бородовидный топор с Готланда.
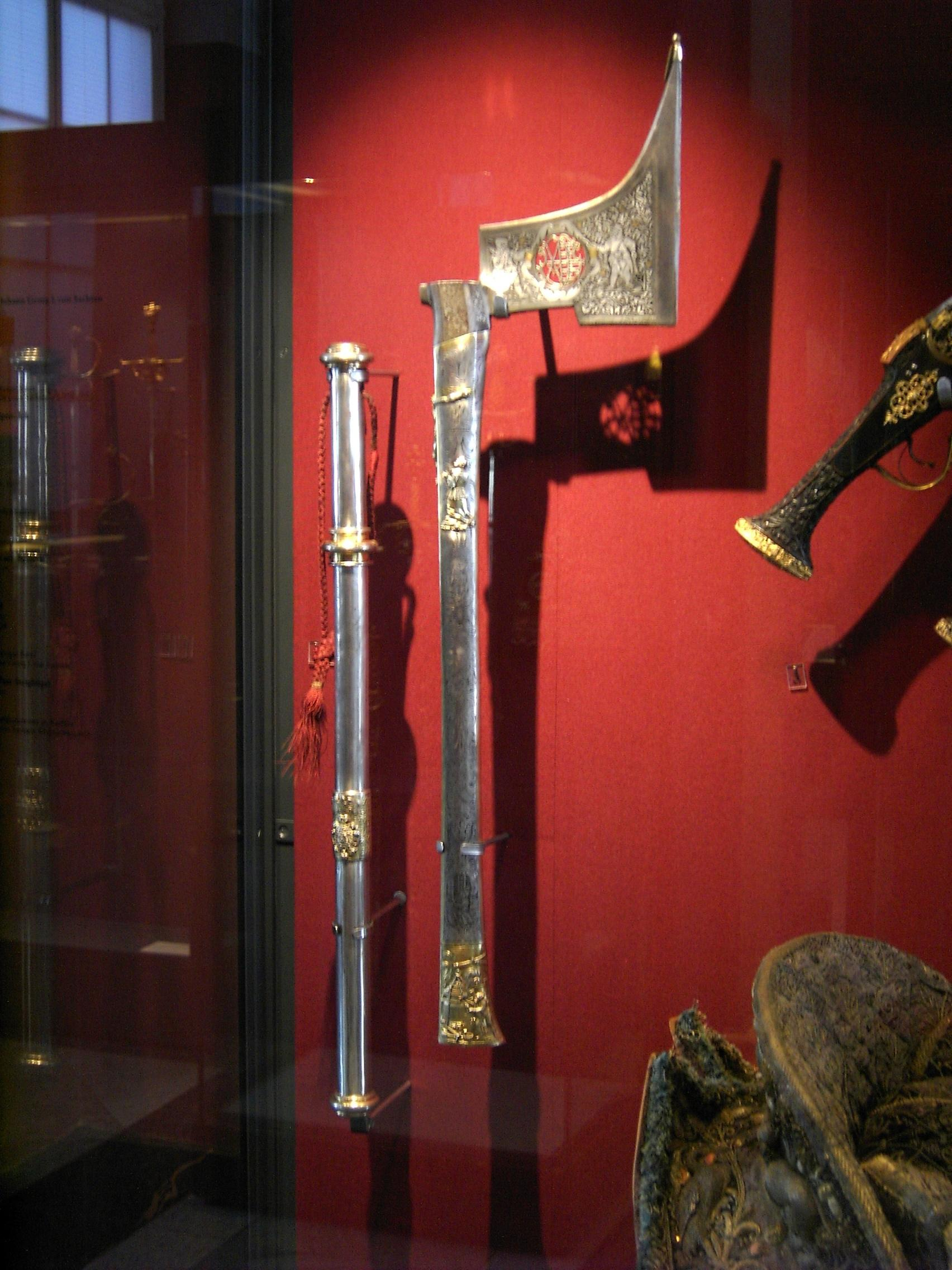
Бартахт (Bartaxt), дословно Борода Топор, в немецком музее.
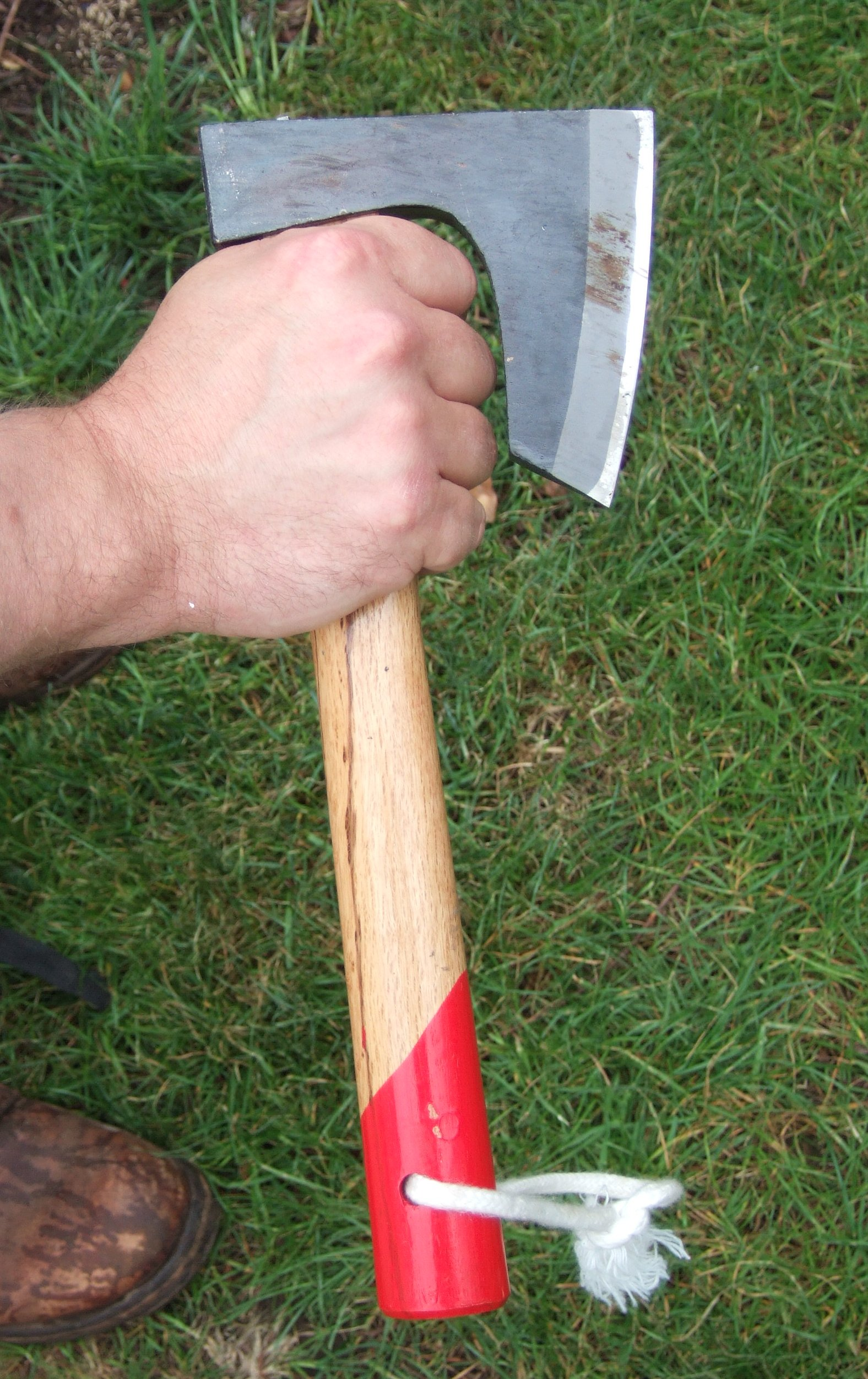
Современный бородовидный топор.